# كينيث غيلر
كينيث غيلر (بالإنجليزية: Kenneth Geller)‏ هو محامي أمريكي، ولد في 22 سبتمبر 1947 في نيويورك في الولايات المتحدة.